# Parti démocratique du travail de Corée
Pour les articles homonymes, voir PDT.
Le Parti démocratique du travail (PDT, hangeul : 민주노동당 ; hanja : 民主勞動黨 ; RR : Minju Nodongdang ; MR : Minju Nodong-tang) est un parti politique sud-coréen, créé en janvier 2000 à l'initiative de la Confédération coréenne des syndicats, forte de 600 000 membres, la plus à gauche des deux confédérations syndicales sud-coréennes, fortement présente dans le secteur de la métallurgie (250 000 membres) et rejointe par d'anciens animateurs des mouvements étudiants sud-coréens des années 1980. En décembre 2011, à la suite d'une fusion, le PDT intègre le Parti progressiste unifié.

## Présentation générale

Sim Sang-jeong, Kwon Young-ghil et Roh Hoe-chan pendant la campagne présidentielle de 2007.

Le premier président du PDT a été Kwon Young-ghil (권영길).
Le 25 janvier 2006, Moon Sung-hyun a obtenu 47,6 % au premier tour de l'élection interne à la présidence du PDT, auquel ont participé 33 660 adhérents (sur 47 000 membres à jour de cotisations, soit un taux de participation de 71 %). Moon Sung-hyung a été élu président du PDT au second tour, après avoir recueilli plus de 53 % des voix.
Sous la présidence de Lee Myung-bak les services de renseignement sud-coréens ont lancé une campagne médiatique pour l'interdiction du PDT.

## Programme politique
Le Parti démocratique du travail entend dépasser « les erreurs du socialisme d'État et les limites de la social-démocratie ». Le programme du parti comprend à la fois des revendications sociales, issu de ses origines syndicales, et une sensibilité au féminisme, à l'écologie et à l'altermondialisme.
Vis-à-vis de la Corée du Nord, le PDT se prononce en faveur d'une réunification progressive de la péninsule coréenne et « d'un changement progressif en faveur tant du Nord que du Sud ». Il se prononce en faveur de la dénucléarisation de la péninsule coréenne.
Le PDT demande le retrait des troupes américaines de Corée et a animé les manifestations contre la visite en Corée du Sud de George W. Bush en février 2002. Lors d'une conférence de presse tenue en novembre 2004, Roh Hoe-chan, député du PDT, a dénoncé des plans d'intervention des troupes américaines stationnées en Corée en dehors de la Corée du Sud, sur la base d'un document classé.
Occupant une position charnière au Parlement coréen, le PDT s'est opposé à l'ouverture du marché du riz à la concurrence étrangère, en exigeant des mesures préalables de défense des agriculteurs (lire la dépêche de KBS du 21 octobre 2005. De même, le PDT a soutenu les agriculteurs coréens altermondialistes qui manifestaient lors du sommet de l'OMC qui s'est tenu à Hong Kong fin 2005.

## Résultats électoraux
La création du PDT, en 2000, s'est appuyée sur un premier regroupement de partis de gauche, à l'élection présidentielle de 1997 (306 000 voix, soit 1,1 % des suffrages) et aux élections locales de 1998.
Aux élections législatives de 2000, 21 candidats soutenus par le PDT ont obtenu 13 % des vois en moyenne dans les circonscriptions où ils se présentaient (soit 2,1 % des voix à l'échelle nationale).
Le PDT a recueilli 8,1 % des voix aux élections locales de juin 2002, obtenant l'élection de deux maires d'arrondissement à Ulsan.
À l'élection présidentielle de décembre 2002, le candidat du PDT, son président Kwon Young-ghil, a obtenu 3,9 % des voix.
Le Parti démocratique du travail a obtenu 13,03 % des suffrages (soit 2 770 000 voix) et 10 sièges aux élections législatives de 2004, devenant la troisième force politique du pays. À la suite de reculs lors d'élections partielles, le parti majoritaire Uri ne dispose plus d'une majorité absolue des sièges et doit compter sur des soutiens extérieurs, notamment celui du PDT.
Le PDT est le premier parti de gauche à avoir obtenu une influence parlementaire en Corée du Sud depuis la fondation de la République de Corée, alors que le mode d'élection législative est principalement majoritaire : parmi les 299 sièges du Parlement, 243 sièges sont répartis au scrutin majoritaire uninominal et 56 sièges sur une base proportionnelle. Huit des dix sièges du PDT ont été obtenus au scrutin proportionnel et les deux derniers au scrutin majoritaire, respectivement à Ulsan et dans la province du Gyeongsang du Sud. Fin 2005, les sondages indiquaient que, en cas d'élections législatives, le PDT pourrait obtenir jusqu'à 18 % des voix.

## Les dernières années

Manifestation du PDT contre la guerre en 2007.

Pendant la campagne de l'élection présidentielle de 2007, un conflit s'ouvre entre les deux principales fractions, celle de la « libération nationale » et celle de la « démocratie du peuple ». Le PDT mené par Kwon Young-gil n'obtient que 3 % des voix. Trouvant l'orientation du parti trop nationaliste, des membres du groupe de la « démocratie du peuple » quittent le parti puis fondent le nouveau parti progressiste (NPP) en mars 2008. Malgré cette scission, le PDT obtient 5 sièges aux législatives de 2008 et le NPP zéro.
Le 5 décembre 2011, soit peu avant les élections législatives et présidentielle de 2012, le parti fusionne avec le tout nouveau Parti de la participation du peuple et une fraction du NPP pour former le parti progressiste unifié.

## Résultats

### Élections législatives
| Année | Voix    | %    | Rang | Élus     |
| ----- | ------- | ---- | ---- | -------- |
| 2000  | 223 261 | 1,18 | 5e   | 0 / 273  |
| 2004  | 920 229 | 4,31 | 3e   | 10 / 299 |
| 2008  | 583 665 | 5,99 | 5e   | 5 / 299  |